# Dellview (Carolina del Norte)
Dellview es un pueblo ubicado en el condado de Gaston en el estado estadounidense de Carolina del Norte. Con una población de trece habitantes, es la localidad más pequeña en el estado. Llegó a tener solo diez habitantes.

## Geografía
Dellview se encuentra ubicado en las coordenadas . Según la Oficina del Censo, la localidad tiene un área total de 0,3 km² (0,1 mi²), de la cual 0,3 km² (0,1 mi²) es tierra y 0 km² (0 mi²) (0,0%) es agua.